# Addams Family Reunion
Addams Family Reunion é um filme estadunidense de 1998, do gênero comédia, lançado diretamente em vídeo. Dirigido por Dave Payne, é um reboot dos dois filmes anteriores e uma espécie de episódio piloto da série The New Addams Family, produzida pela Saban, de 1998 a 1999.
Desta vez, Tim Curry e Daryl Hannah interpretam o casal Gomez e Mortícia Addams. Do elenco original, apenas Carel Struycken e Christopher Hart reprisaram seus papéis.

## Produção

### Pré-produção
Após o sucesso dos filmes lançados no cinema The Addams Family, lançado em 1991 e sua sequência de 1993,  Addams Family Values ,  Saban negociou a compra dos direitos de produção de vídeos caseiros para a marca Família Addams para aproveitar o mercado direto ao vídeo.

## Sinopse
Gomez e Morticia preparam tudo para as férias, quando são surpreendidos por outro convite: uma reunião familiar no Hotel Primrose. Só que ao chegar, eles descobrem que a reunião não é da família Addams, e sim dos Adams, que são completamente diferentes deles.

## Elenco

### Os Addams
- Tim Curry -  Gomez Addams
- Daryl Hannah - Mortícia Addams
- Patrick Thomas - Tio Fester Addams (Tio Chico Addams)
- Nicole Fugere - Wandinha Addams (Wednesday Addams)
- Jerry Messing -  Feioso Addams (Pugsley Addams)
- Carel Struycken - Mordomo Tropeço (Lurch)
- Alice Ghostley - Vovó Addams
- Estelle Harris - Bisavó Dalila Addams
- Kevin McCarthy - Bisavô Mortimer Addams
- Christopher Hart - Mãozinha (Thing)
- Phil Fondacaro - Primo It (Cousin Itt)

### Os Adams
- Ed Begley Jr. - Dr. Phillip Adams
- Haylie Duff - Gina Adams
- Ray Walston - Walter Addams
- Diane Delano - Dolores Adams
- Heidi Noelle Lenhart - Melinda Adams
- Hilary Shepard Turner - Katherine Adams
- Rodger Halston - Geoff Adams